# Kasfjord
Kasfjord is een plaats in de Noorse gemeente Harstad, provincie Troms. Kasfjord telt 269 inwoners (2007) en heeft een oppervlakte van 0,34 km².